# عصفور نيلسون
عصفور نيلسون هو طائر صغير من فصيلة عصافير العالم الجديد. سمي هذا الطائر بهذا الاسم نسبة لإدوارد وليم نيلسون، وهو عالم طبيعة أمريكي. سابقاً، اعتُبر هذا الطائر مع عصفور السبخات المالحة [الإنجليزية] نوعًا واحدًا، العصفور حاد الذيل؛ وبسبب هذا، كان لفترةٍ وجيزة يُعرف باسم «عصفور نيسلون حاد الذيل».
لون الجزء العلوي للعصافير البالغة بنّي مع لون رمادي على العرف ومؤخرة العنق، أما لون الصدر فهو كريمي مع خطوطٍ خفيفة أو غير واضحة، والعنق والبطن أبيضان؛ الوجه برتقالي اللون وخدوده رمادية، أما ذيله فمدبّب قصير.
تتكاثر عصافير نيلسون في مناطق أهوار شواطئ المحيط الأطلسي الكندية وشواطئ ولاية مين الأطلسية، ووسط كندا، (منطقة البراري الكندية) ومحمية الحياة البرية جنوبي خليج هدسون، وشمال ووسط الولايات المتحدة. عشها يكون بشكل الكأس المفتوحة ويتصل بالنباتات ويكون قريباً من الأرض. تتنافس الذكور على الإناث، لكنها لا تدافع عن الأراضي؛ وهي تساعد أحياناً في إطعام الصغار. يتم التزاوج المختلط إلى حدٍ كبير من كلا الجنسين؛ والأبوة المتعددة في العش شائعة.
هذه الطيور تهاجر إلى جنوب شرق الولايات المتحدة. وهي تتغذى على ما تجود به الأرض أو على النباتات المستنقعية، وأحياناً تبحث في الوحل وتأكل الحشرات واللافقاريات المائية والبذور. صوتها عبارة عن زقزقة؛ تقريباً صوت ميكانيكي. تم تشبيه الصوت بقطرة الماء التي تضرب مقلاة ساخنة.